# Michael DeVorzon
Michael DeVorzon (* 6. Juli 1971 in Los Angeles, Kalifornien) ist ein US-amerikanischer Schauspieler und Filmproduzent.

## Leben
Michael DeVorzon wurde am 6. Juli 1971 in Los Angeles geboren. Er ist der Sohn des Grammy-Gewinners und des mit dem Oscar nominierten Songwriters und Komponisten Barry De Vorzon und des Models und Philanthropin Jelinda DeVorzon. Sein Großvater väterlicherseits war der Sänger und Violinist Jules De Vorzon, der vor allem als Mitglied von Rudy Vallée und den Connecticut Yankees bekannt war. DeVorzon begann als Jugendlicher auf der Bühne zu spielen. Daneben wirkte er auch in einigen Werbespots mit. So ist er das Gesicht der langjährigen Werbung für ZipRecruiter, die allein auf YouTube über 16 Millionen Aufrufe verzeichnen kann.
Er debütierte 1996 in einer Episode der Fernsehserie Melrose Place. In den nächsten Jahren folgten weitere Episodenrollen in verschiedenen Fernsehserien, aber auch eine Nebenrolle im Fernsehfilm Gefangen in eisigen Tiefen von 2001. In der Mini-Serie The Real Drakoolavs stellte er in fünf Episoden die Rolle des Haralamb dar. 2020 übernahm er die Hauptrolle des Jack Tyson im B-Movie In the Drift und die Hauptrolle des Vincent Black an der Seite von Kate Watson im Fernsehfilm Her Deadly Groom. 2021 übernahm er unter anderen die Rolle des Mark im Science-Fiction-Film 2021 – War of the Worlds: Invasion from Mars sowie die männliche Hauptrolle des Clay Cruz im Fernsehthriller A Daughter's Deceit.

## Filmografie (Auswahl)

### Schauspiel
- 1996: Melrose Place (Fernsehserie, Episode 4x19)
- 1999: Sunset Beach (Fernsehserie, Episode 1x573)
- 1999: Beverly Hills, 90210 (Fernsehserie, Episode 10x02)
- 2001: Gefangen in eisigen Tiefen (Submerged) (Fernsehfilm)
- 2002: Charmed – Zauberhafte Hexen (Fernsehserie, Episode 4x18)
- 2002: Son of the Beach (Fernsehserie, Episode 3x06)
- 2002: The Journey
- 2002: Homeless Love (Kurzfilm)
- 2005: Murder at the Chat Noir (Kurzfilm)
- 2005: Passions (Fernsehserie, 3 Episoden)
- 2009, 2011: Oblivion: The Series (Fernsehserie, 2 Episoden)
- 2010: Cabo Bob (Kurzfilm)
- 2011: Jerry Powell & the Delusions of Grandeur
- 2012: By the Wayside
- 2013: Producer Sam
- 2014: Kiss 'N' Fly (Kurzfilm)
- 2015: Any Day
- 2016: Dying to Live (Kurzfilm)
- 2016–2017: The Real Drakoolavs (Mini-Serie, 5 Episoden)
- 2017: The Girl in the Locker Room (Kurzfilm)
- 2017: The Fine Line (Kurzfilm)
- 2018: 83rd Street (Kurzfilm)
- 2018: The Acquittal (Kurzfilm)
- 2019: Tethered (Kurzfilm)
- 2020: In the Drift
- 2020: Her Deadly Groom (Fernsehfilm)
- 2021: 2021 – War of the Worlds: Invasion from Mars (Alien Conquest)
- 2021: A Stalker in the House
- 2021: Deadlock
- 2021: A Daughter's Deceit (Fernsehfilm)
- 2021: Megaboa – 20 Meter, die fressen wollen (Megaboa)
- 2022: Alien World War
- 2022: Nix

### Produktion
- 2014: Kiss 'N' Fly (Kurzfilm)
- 2016: Conservatively Unplugged! With Judd Dunning (Fernsehserie)
- 2017: CU News! Goes to Politicon (Fernsehspecial)
- 2017: The Tommy Lama Project (Mini-Serie)